# 1977 Shura
1977 Shura este un asteroid din centura principală, descoperit pe 30 august 1970 de Tamara Smirnova.